# Architettura postmoderna

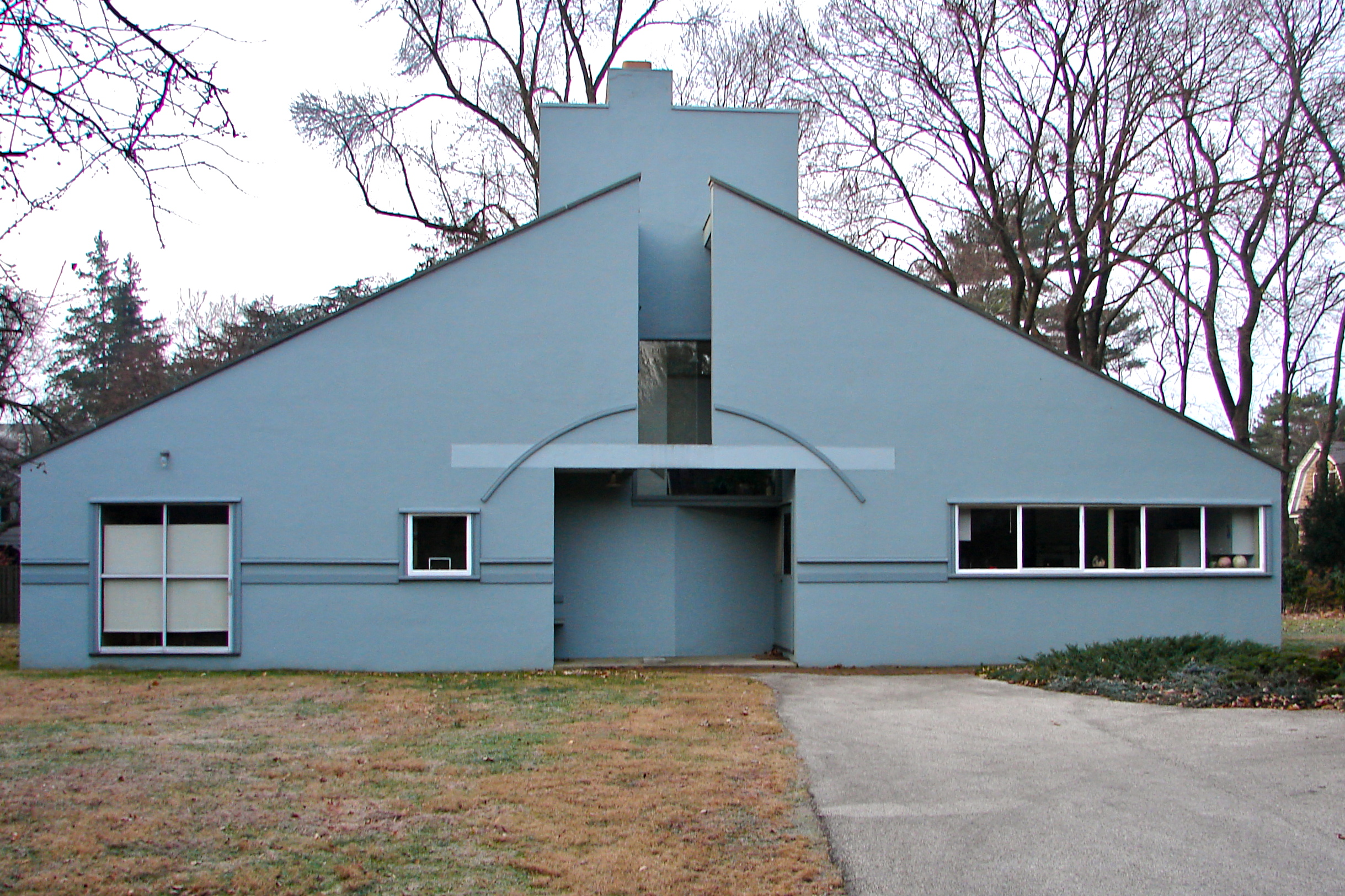
La Casa di Vanna Venturi, di R. Venturi, Filadelfia, 1964. Una delle più note realizzazioni degli anni sessanta in controtendenza rispetto all'International Style

(Charles Jencks)
L'architettura postmoderna definisce alcune esperienze che iniziarono a manifestarsi dagli anni cinquanta del XX secolo, e che divennero un movimento solo nella seconda metà degli anni settanta.
Il Postmoderno in architettura si caratterizza per il ritorno dell'ornamento e per il citazionismo ed è considerata una risposta al formalismo dell'International Style e del Movimento Moderno.
Per il fatto che siano riapparse le citazioni e gli ornamenti questa architettura è stata anche definita neoeclettica, due opere paradigmatiche di questo eclettismo possono essere considerate la Neue Staatsgalerie di Stoccarda di James Stirling e la Piazza d'Italia a New Orleans di Charles Moore.

## Storia e sviluppo

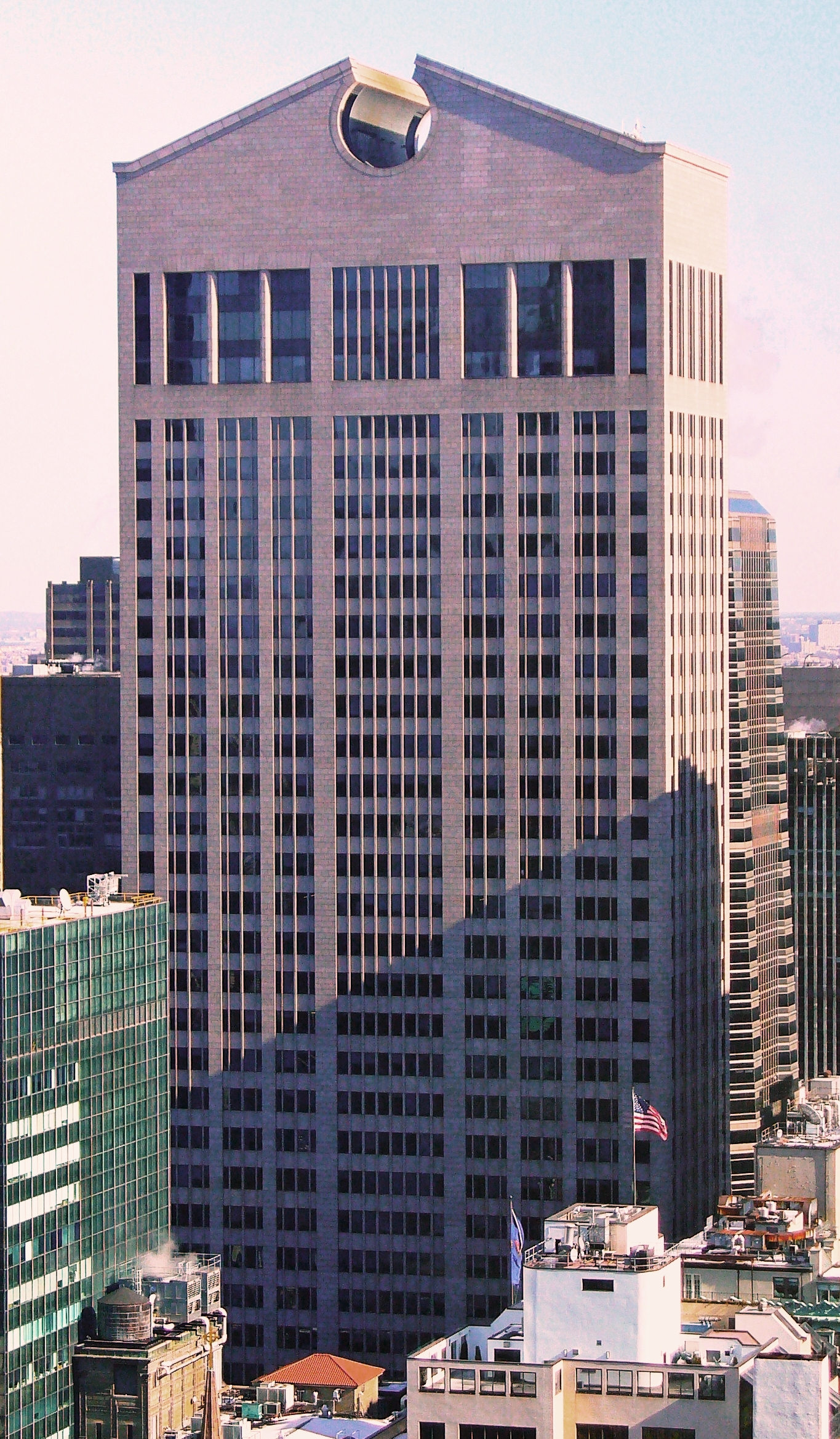
Il Sony Building di Philip Johnson a New York, 1984

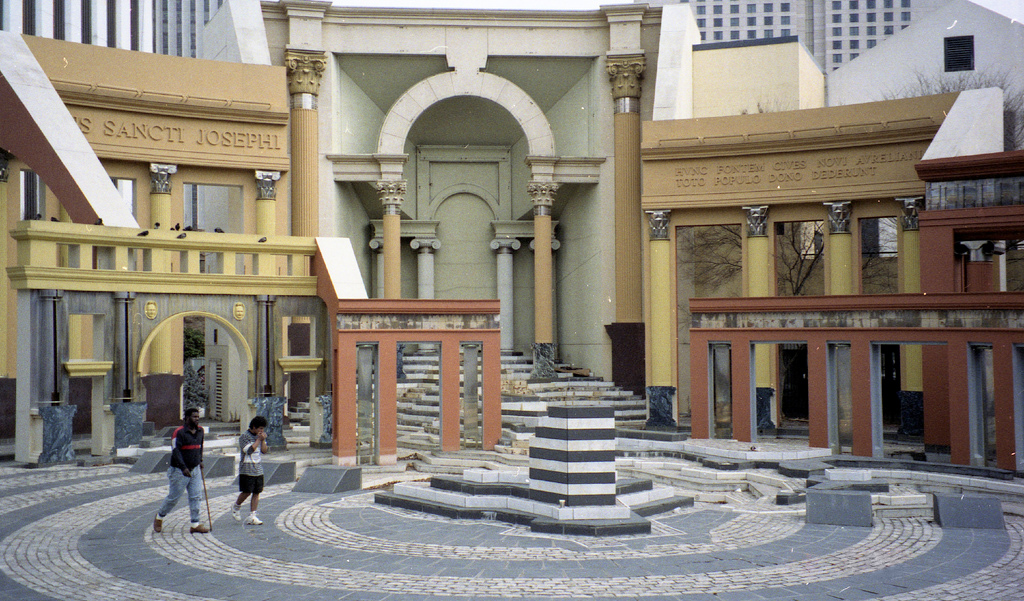
Piazza d'Italia a New Orleans di Charles Willard Moore, 1978

Il movimento nacque soprattutto nei paesi anglosassoni ed in special modo nell'America Settentrionale, dove i postmoderni si schierarono contro la rigidità degli assiomi del Movimento Moderno, cercando un superamento di quell'"ordine" architettonico internazionale visto da taluni come disumano.
L'artista pop inglese Peter Blake scrive un libro nel 1977 dal titolo provocatorio: "La forma segue il fiasco", che parafrasa la celebre frase "La forma segua la funzione" ("form follows function") attribuita a Louis Sullivan, che voleva la forma degli edifici fosse la diretta conseguenza della funzione che essi dovevano svolgere.
Fu poi la volta di un architetto considerato pioniere del post-moderno Robert Venturi, che insieme con Denise Scott Brown pubblica nel 1972 Imparare da Las Vegas (Learning from Las Vegas) dove specifica un'alterazione del linguaggio della Pop Art con l'assunzione di elementi classici. In aperta disputa con le regole dell'International Style conia il motto: "Meno è una noia" "Less is a bore", polemicamente ripreso dal celebre detto di Ludwig Mies van der Rohe: "Meno è più" ("Less is more"). Venturi affermò in uno scritto che "l'architettura dovrebbe accordarsi con allusioni e simbolismi ed i suoi riferimenti dovrebbero derivare da relazioni con il contesto sociale e storico degli edifici (...) io amo la complessità e la contraddizione in architettura". Cade quindi anche un altro postulato modernista coniato da Adolf Loos: "ornamento e delitto", il quale focalizzava la bellezza degli edifici nella loro forma strutturale e volumetrica e non nelle decorazioni che vi si applicavano.

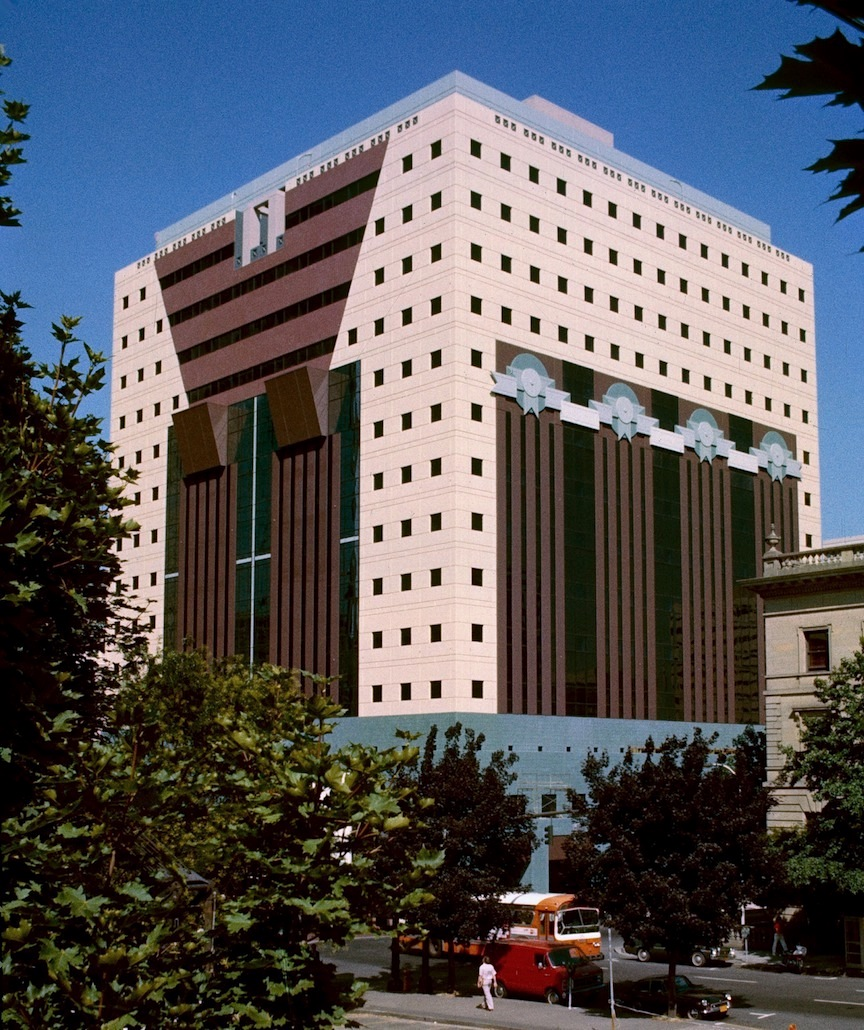
Portland Public Service Building, di Michael Graves (1982)

L'architetto americano Charles Jencks constata nel citato "Linguaggio dell'Architettura Postmoderna" la ricomparsa di un'architettura antropomorfica, che nasce dalla combinazione di classico e vernacolare. Quindi individua, addirittura, una data precisa di fine del Movimento Moderno: il 15 luglio 1972, coincidente con la demolizione, per le sue condizioni di inabitabilità, di un quartiere costruito negli anni cinquanta nella città di Saint Louis, nel rispetto degli indirizzi dei CIAM dall'architetto nippoamericano Minoru Yamasaki.
Nel 1978 venne realizzata una delle opere più significative del postmoderno: "Piazza d'Italia" di Charles Moore (1925-1993), incaricato dalla comunità italo-americana di New Orleans di progettare uno spazio comunitario, che ricordasse le origini del gruppo sociale. Nell'opera vi è sia la citazione, il frammento storico, attraverso rielaborazione della ”fontana”, struttura architettonica tipica dell'architettura italiana pubblica, dove alcuni hanno voluto anche vedere una reinterpretazione della Fontana di Trevi. Appare poi il richiamo al particolare architettonico e ad un elemento storico, come il colonnato. La fontana infatti si svolge in altezza con una serie di cinque colonnati curvilinei ed autonomi, che costruiscono portici e nicchie seguendo la circolarità della piazza: ognuno di essi, posto ad altezza diversa rispetto agli altri, ridisegna un particolare e diverso ordine architettonico (Dorico, Tuscanico, Ionico, Corinzio e Composito) quasi un cammino dentro la storia della disciplina. C'è infine il riferimento simbolico al tema: l'Italia, il cui stivale geografico forma una gradinata all'interno della fontana e diviene parte integrante e centrale della piazza.
Alcuni non riconoscono pienamente Moore come architetto postmoderno; certo è comunque che questo progetto, pur riportando elementi tipici moderni come l'articolazione spaziale della piazza (due semicerchi sfalsati), rappresenta plasticamente un superamento dei rigidi schemi dell'International Style.
Un'altra opera importante del movimento è il Portland Public Service Building di Michael Graves a Portland (1982), dove però le citazioni ed i riferimenti del passato sono stilizzati e setacciati, riletti in chiave moderna, con riagganci al classicismo nel colonnato alla base ed una rielaborazione del grattacielo in chiave postmoderna. Vi è in questo edificio la critica più chiara al tipico grattacielo del Movimento Moderno, tutto acciaio e vetro con condizioni invivibili all'interno. Graves propone il ritorno alla costruzione dell'edificio in cemento, frammista ad elementi storici e classici, che esprimano quel bisogno di continuità storica che è per lui insito nell'architettura.

## Il postmodernismo in Italia

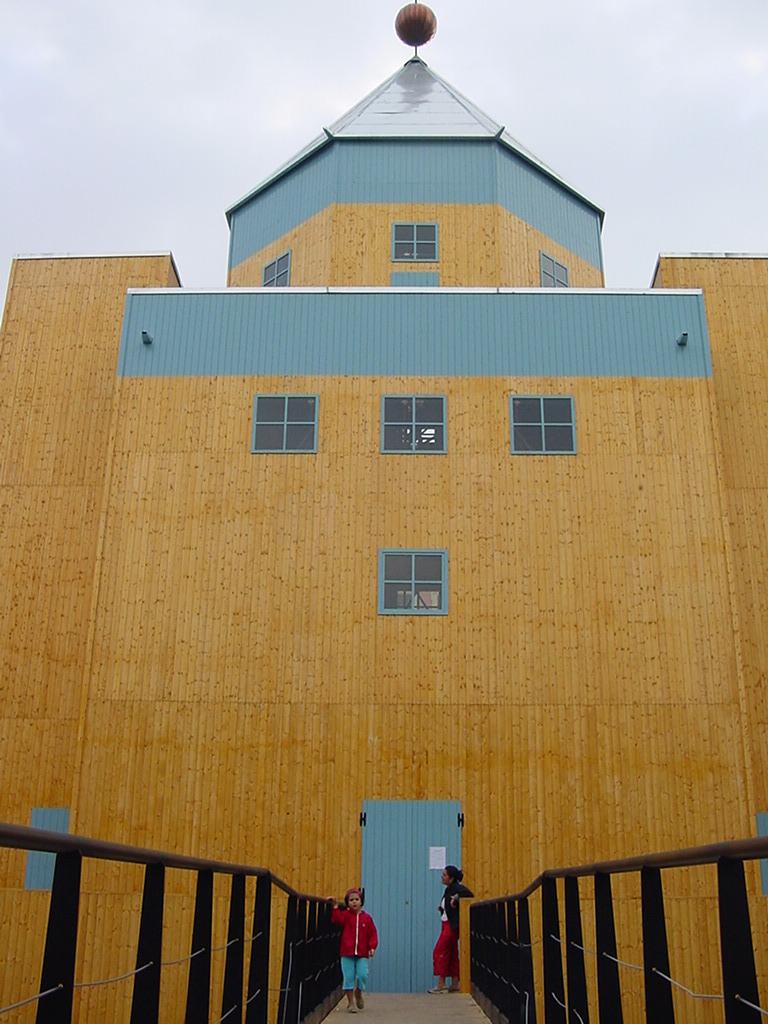
Il teatro del mondo di Aldo Rossi, 1980

L'architettura postmoderna non nasce in Italia, anche se aveva avuto alcune anticipazioni con Guido Canella e Michele Achilli nel Municipio di Segrate (1963), dove echeggia una certa rotondità "romana" e monumentale, con Paolo Portoghesi in Casa Baldi del 1960 e in uno dei simboli dell'architettura postmoderna famosa in tutto il mondo, Casa Papanice del 1967. Quest'ultimo riuscirà più di altri ad inquadrare le teorie postmoderne in Italia, lavorando parallelamente sia come progettista che come teorico. La sua posizione non è di rifiuto totale del Movimento Moderno, quanto delle sue posizioni più rigide, con un'attenzione costante alla rielaborazione della memoria storica, attraverso l'unione di elementi contrapposti classico e moderno, interrelati con il luogo. In un suo saggio egli così si esprime: ”L'architettura postmoderna propone la fine del proibizionismo, l'opposizione al funzionalismo, la riconsiderazione dell'architettura quale processo estetico, non esclusivamente utilitario; il ritorno all'ornamento, l'affermarsi di un diffuso edonismo”.

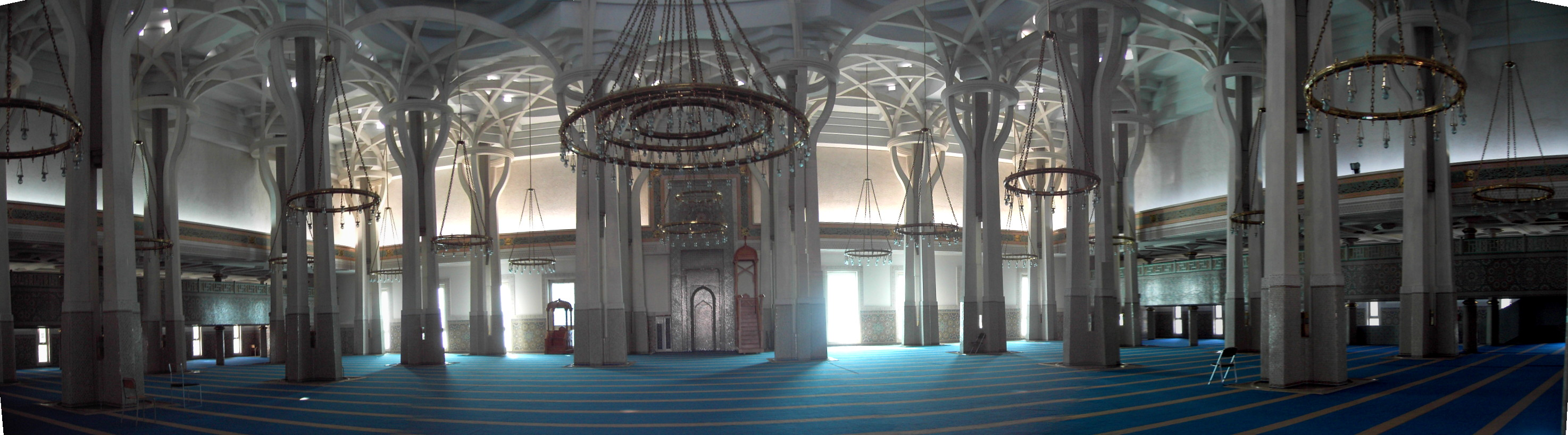
La Moschea di Roma di Paolo Portoghesi

Nel 1980 Portoghesi, quale direttore della sezione di architettura della Biennale di Venezia, incaricò Aldo Rossi della realizzazione del "Teatro del Mondo", un'architettura effimera, un teatro itinerante, che come un'imbarcazione viaggiava per i canali di Venezia e la cui costruzione era colma di riferimenti storici. Sempre nello stesso anno organizzò all'Arsenale di Venezia la mostra di architettura "Presenza del passato", in cui riunì i maggiori architetti postmoderni mondiali del momento (come Robert Venturi, Charles Willard Moore, Hans Hollein, Frank Gehry, Ricardo Bofill, Robert Stern, Franco Purini, Oswald Mathias Ungers e Paul Kleihues).
Qui si realizzò la "Strada Novissima" secondo l'allestimento di Costantino Dardi, dove si costruirono venti facciate contigue, ognuna di 7 metri di larghezza, con un'altezza che poteva variare da un minimo di 7,20 ad un massimo di 9,50 metri; una specie di manifesto dell'architettura postmoderna (in seguito spostata e ricostruita prima a Paris Salpetière, come "Presence de l'historie" e poi oltre oceano a San Francisco come "The presence of the past").
Nella “Strada Novissima“ gli architetti postmoderni si sbizzarrirono: Frank Gehry negava il concetto di facciata creando inganni prospettici, Rem Koolhaas giocava con la visibilità della struttura del prospetto, il Gruppo GRAU di Charles Moore e Adam Grimberg enfatizzava la ripetizione di elementi classici, nicchie e archi trionfali, l'architetto austriaco Hollein produceva una mescolanza di ordini in diverse colonne (motivo caro al post-modern) ed infine Franco Purini ricostruiva la capanna lignea vitruviana, ripresa però da un razionalista neoclassico come Marc-Antoine Laugier, in una sorta di intellettualistica riconnessione tra "passato", "moderno" e "postmoderno".

## Il linguaggio
Il linguaggio dell'architettura postmoderna si basa sull'inclusione di elementi di origine classica o neoclassica, tuttavia «le deduzioni dal "classico" [...] non valgono come un "ritorno all'ordine", né [...] a rimeditare lo spessore storico della tradizione. Esse esaltano, piuttosto, un citazionismo intrinsecamente frammentario e sconnesso [...]». L'utilizzo di elementi greco-romani, presenti in molte architetture postmoderne, non comporta un ritorno al classico dopo l'era dell'architettura moderna. Infatti il riferimento al modello storico, presente nei progetti del postmoderno, è estremamente semplificato e serve soltanto a porre in risalto l'opposizione fra il moderno e tutto ciò che lo precede. Per cui classico, in questo senso, significa dire pre-moderno ed il post-moderno ne è la sua ripresa. Tale sequenza può essere letta in due diversi modi: secondo alcuni il postmoderno avrebbe una forte carica creativa e ricorre all'antico per costruire un suo linguaggio proprio. Secondo altri, il citazionismo postmoderno è autoreferenziale, le citazioni si innestano sul tessuto del razionalismo modernista, senza riuscire a creare un linguaggio nuovo; le citazioni classiche sembrano avere la funzione di distinguere il linguaggio moderno da quello postmoderno.

Tra le possibili interpretazione del movimento postmoderno, Charles Jencks distingue anche la categoria di "late modernism" cioè "tardo modernismo".

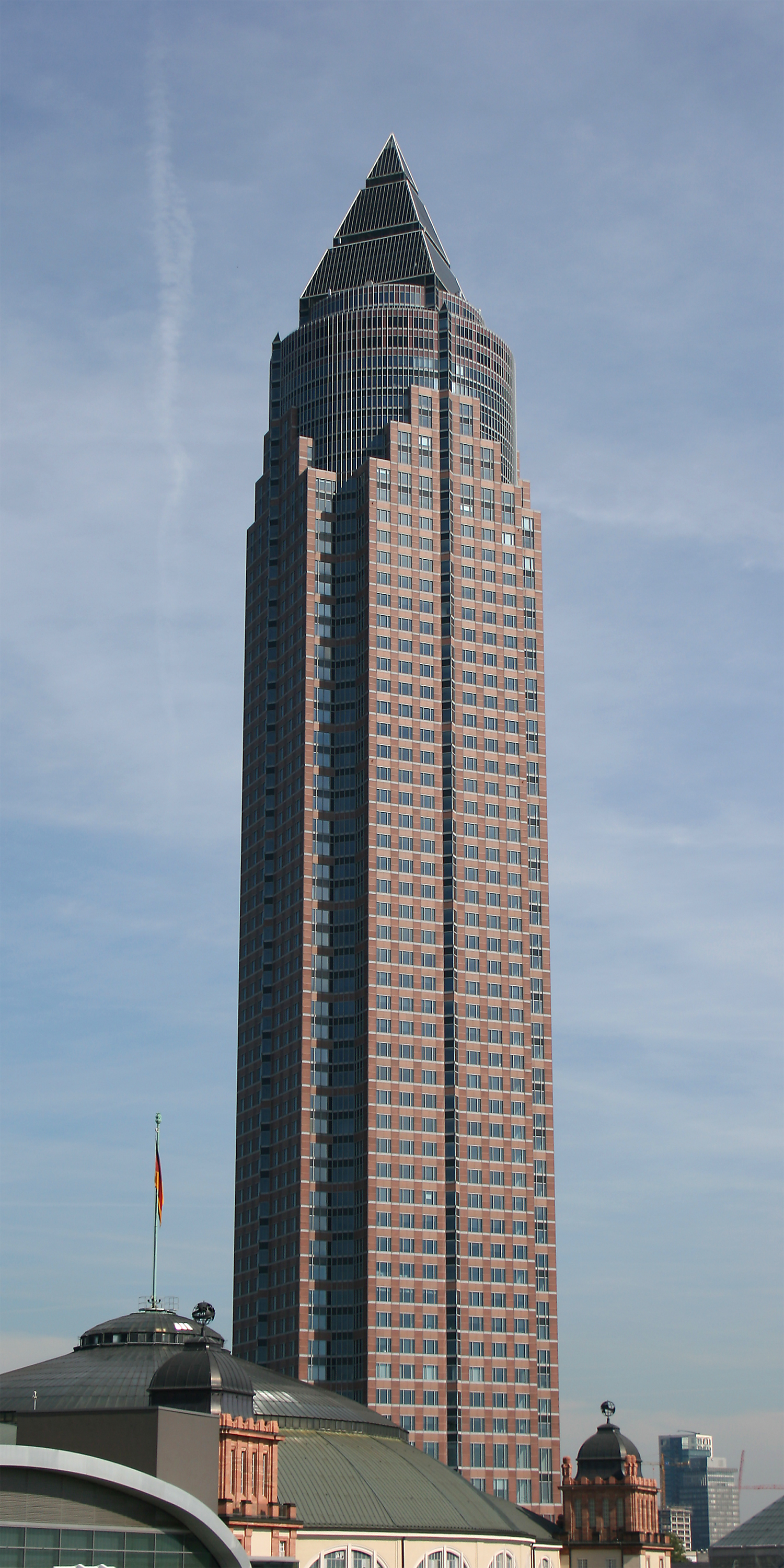
Messeturm a Francoforte

## Architetti postmoderni

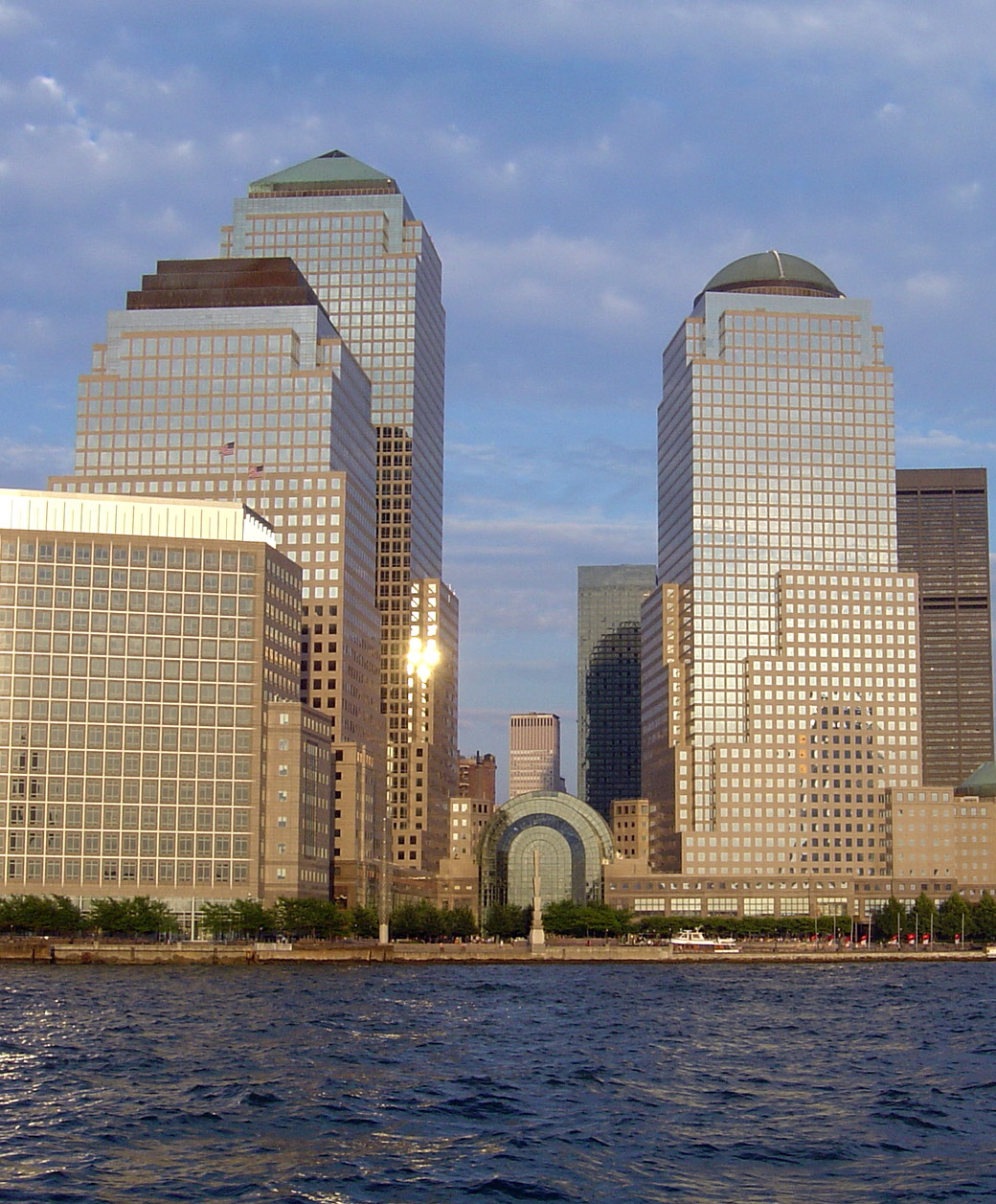
World Financial Center a New York, di César Pelli

Tra gli architetti che in genere sono considerati appartenenti al postmoderno possiamo trovare: Charles Jencks, Robert Venturi, Charles Willard Moore, Michael Graves, Ricardo Bofill e Paolo Portoghesi.
Discorso diverso va fatto per Philip Johnson e John Burgee, che lavorano in collaborazione e che divengono post-moderni nella fase più tarda della carriera. Vale infatti la pena ricordare che Philip Johnson fu colui che negli anni trenta organizzò la mostra a New York che consacrò a livello internazionale l'International Style. Lo stesso dicasi per James Stirling, che prima attraversa in pieno l'espressione Brutalista. Aldo Rossi è considerato anche architetto postmodernista, ma più precisamente appartiene alla corrente del Neorazionalismo o Neomodernismo. Peter Eisenman e Frank Gehry infine, seppur ritenuti da alcuni legati al post-modern, sembrano andare oltre il movimento con la loro architettura decostruttivista.